# Dzieci boga Pengi
Dzieci boga Pengi (mac. Белото Циганче, dosł. Białe Cyganiątko) – powieść dla dzieci napisana przez macedońskiego pisarza Vidoe Podgorca w 1966. Utwór jest pierwszą częścią trylogii, która w Macedonii zdobyła znaczną popularność. Na motywach powieści w Telewizji Macedońskiej nakręcono w 1983 r. serial dla dzieci.
Powieść została przełożona na język polski przez Halinę Kalitę i wydana w 1988 r. przez Krajową Agencję Wydawniczą. Utwór był ponadto tłumaczony na kilka innych języków europejskich.
Narratorem powieści jest Tarun, młody chłopiec wychowywany przez starego rzemieślnika cygańskiego, Mulona. Rodzice Taruna zostali zamordowani podczas wojny, gdy chłopiec był niemowlęciem. Malca odnaleźli uciekający przez Niemcami Cyganie i przygarnęli go do swego taboru. Choć chłopiec nie był Romem, wychowywany w taborze poznał cygańskie życie, zwyczaje, zaś od przybranego ojca nauczył się rzemiosła: plecenia koszyków, dzięki czemu potrafił zarobić na chleb. Mulon wpoił mu także szacunek dla pracy oraz otwartość na innych ludzi. Tarun mieszkał w taborze cygańskim, jednak wśród swego otoczenia wyróżniał się wyraźnie jaśniejszą skórą, przez co dzieci spoza taboru zaczęły nazywać go Białym Cyganiątkiem. Kilkakrotnie próbował przeciwstawić się dzieciom, lecz zawsze kończyło się to nieszczęśliwie.
Polski tytuł przekładu książki nawiązuje do kilkukrotnie wzmiankowanej w powieści legendzie o bogu Pengi, który był najwyższym duchem, opiekującym się Romami.